# Голос таиландского народа
«Голос таиландского народа» (тайск. สถานีเสียงประชาชนแห่งประเทศไทย, Сианг Конг Прачачон Тай) — подпольная радиопрограмма Коммунистической партии Таиланда. Создана после запрета КПТ в 1962 г. В период с 1965 по 1980 гг. базировалась в Юньнани (КНР) и использовала коротковолновые передатчики для покрытия всей территории страны. После установления дипломатических отношений между КНР и Таиландом, вещание было прекращено, что стало серьёзным ударом по таиландскому коммунистическому движению. Радиостанция переместилась в провинцию Таиланда Пхаяо. Однако через несколько месяцев правительственным войскам удалось её уничтожить.